# アヴァン (曲)
「アヴァン」は、Eveのメジャー10作目のデジタルシングル。2022年3月8日にトイズファクトリーから各配信サービスにて配信された。

## 概要
前作「藍才」から約3ヶ月振りのリリースとなった。
本楽曲は、スマートフォンゲーム「呪術廻戦 ファントムパレード」の主題歌として起用された。「呪術廻戦」に関係するタイアップ曲に抜擢されたのは「廻廻奇譚」以来である。
本楽曲リリースの8日後に発売されたアルバム『廻人』にも収録されている。
2022年12月13日発売の映像集『ZINGAI』にLive Film ver.のミュージック・ビデオが収録されたほか2023年11月23日にはYouTubeにてアニメーション版のミュージック・ビデオが公開された。

## 収録内容
| #         | タイトル     | 作詞・作曲 | 編曲      | 時間 |
| --------- | ------------ | ---------- | --------- | ---- |
| 1.        | 「アヴァン」 | Eve        | Numa      | 3:26 |
| 合計時間: | 合計時間:    | 合計時間:  | 合計時間: | 3:26 |

## タイアップ
アヴァン
スマートフォンゲーム「呪術廻戦 ファントムパレード」主題歌